# Liste der Naturdenkmale in Nierstein
Die Liste der Naturdenkmale in Nierstein nennt die im Gemeindegebiet von Nierstein ausgewiesenen Naturdenkmale (Stand 1. Mai 2024).

## Ehemaligen Naturdenkmäler
| Nr.         | Bezeichnung               | Lage                                         | Beschreibung                             | Bild            |
| ----------- | ------------------------- | -------------------------------------------- | ---------------------------------------- | --------------- |
| ND-7339-062 | Eiche am Marktplatz       | Nierstein, Marktplatz, vor Nr. 9 Lage        | Quercus sp.; Rechtsverordnung aufgehoben | Fotos hochladen |
| ND-7339-063 | Eiche „An der Bergkirche“ | Nierstein, An der Bergkirche, vor Nr. 4 Lage | Quercus sp.; Rechtsverordnung aufgehoben | Fotos hochladen |